# Dicliptera rigidissima
Dicliptera rigidissima är en akantusväxtart som beskrevs av Faustino Miranda. Dicliptera rigidissima ingår i släktet Dicliptera och familjen akantusväxter. Inga underarter finns listade i Catalogue of Life.